# Carreira (Vila Nova de Famalicão)
Carreira é uma povoação portuguesa do Município de Vila Nova de Famalicão que foi sede da extinta Freguesia de Carreira, freguesia que tinha 2,15 km² de área e 1 662 habitantes (2011), e, por isso, uma densidade populacional de 449,2 hab/km².
A Freguesia de Carreira foi extinta em 2013, no âmbito de uma reforma administrativa nacional, tendo sido agregada à Freguesia de Bente, para formar uma nova freguesia denominada União das Freguesias de Carreira e Bente com sede em Carreira.
Nesta antiga freguesia existem dois clubes de futebol salão (Grupo Desportivo da Carreira e Associação Recreativa e Cultural A Flor do Monte) , um grupo folclórico, o Rancho Folclórico da Flor do Monte.
Tem boa acessibilidade para Vila Nova de Famalicão, Santo Tirso e Guimarães.

## População
| População da freguesia de Carreira | População da freguesia de Carreira | População da freguesia de Carreira | População da freguesia de Carreira | População da freguesia de Carreira | População da freguesia de Carreira | População da freguesia de Carreira | População da freguesia de Carreira | População da freguesia de Carreira | População da freguesia de Carreira | População da freguesia de Carreira | População da freguesia de Carreira | População da freguesia de Carreira | População da freguesia de Carreira | População da freguesia de Carreira |
| ---------------------------------- | ---------------------------------- | ---------------------------------- | ---------------------------------- | ---------------------------------- | ---------------------------------- | ---------------------------------- | ---------------------------------- | ---------------------------------- | ---------------------------------- | ---------------------------------- | ---------------------------------- | ---------------------------------- | ---------------------------------- | ---------------------------------- |
| 1864                               | 1878                               | 1890                               | 1900                               | 1911                               | 1920                               | 1930                               | 1940                               | 1950                               | 1960                               | 1970                               | 1981                               | 1991                               | 2001                               | 2011                               |
| 399                                | 414                                | 452                                | 508                                | 854                                | 852                                | 1 027                              | 989                                | 1 230                              | 1 541                              | 1 837                              | 1 812                              | 1 629                              | 1 907                              | 1 662                              |

Nos censos de 1911 a 1930 tinha anexada a freguesia de Novais. Pelo decreto-lei nº 27.424, de 31/12/1936, passaram a ser freguesias autónomas.

## Festividades
▪ Santo Amaro (15 de janeiro)